# Give Me That
Give Me That è il singolo di debutto del rapper statunitense Webbie, estratto dall'album Savage Life. È stato prodotto da Mannie Fresh e vi ha partecipato Bun B.

## Informazioni
La canzone ha ottenuto un discreto successo, piazzandosi alla posizione n.29 nella Billboard Hot 100. Ha inoltre raggiunto la posizione n.8 nella Hot R&B/Hip-Hop Songs e la n.4 nella Hot Rap Tracks.

## Videoclip
Il videoclip del singolo è stato diretto da Christian A. Strickland e mostra Webbie e Bun B eseguire il brano mentre sono per strada o all'interno di un sex club. La prima strofa è rappata da Webbie, la seconda da Bun B e la terza ancora da Webbie.

## Posizioni in classifica
| Classifica (2005)                     | Posizione massima |
| ------------------------------------- | ----------------- |
| Billboard Hot 100 (USA)               | 29                |
| Billboard Hot R&B/Hip-Hop Songs (USA) | 8                 |
| Billboard Hot Rap Tracks (USA)        | 4                 |